# ماجد عسيري
ماجد عسيري لاعب كرة قدم سعودي من مواليد مدينة الخبر 27 أبريل 1991 يلعب في خط الدفاع في الظهير الأيسر كانت بداياته مع نادي القادسية و انتقل في عام 2014 إلى النادي الأهلي لعب في نادي الرائد بنظام الإعارة من النادي الأهلي .

## وصلات خارجية
- ماجد عسيري على موقع Soccerway.com (الإنجليزية)